# Shatan
Shatan (kinesiska: 沙滩镇, 沙滩) är en köping i Kina. Den ligger i provinsen Sichuan, i den sydvästra delen av landet, omkring 400 kilometer öster om provinshuvudstaden Chengdu. Antalet invånare är 12 791. Befolkningen består av 6 263 kvinnor och 6 528 män. Barn under 15 år utgör 20,0 %, vuxna 15-64 år 67 %, och äldre över 65 år 11,0 %.
Genomsnittlig årsnederbörd är 1 617 millimeter. Den regnigaste månaden är september, med i genomsnitt 315 mm nederbörd, och den torraste är januari, med 9 mm nederbörd.